# تاچ‌داون پی‌سی‌آر
تاچ داون پی‌سی‌آر (به انگلیسی: Touchdown pcr) یکی از روش‌های تکثیر DNA است که سبب کاهش احتمال تکثیر غیر اختصاصی می‌گردد. دماهای بالا سبب کاهش اتصال پرایمر به توالی مکمل خود شده و حساسیت (efficiency) PCR را کم می‌کند (ولی اختصاصیت افزایش می‌یابد). دماهای پایین نیز سبب افزایش اتصال پرایمر به محل‌های غیر اختصاصی شده و اختصاصیت (specificity یا PCR (stringency را کاهش می‌دهد (ولی حساسیت افزایش می‌یابد). بنابراین در این روش به جای یک دمای اتصال مشخص، از یک بازه دمایی در مرحله Annealing استفاده می‌کنند. بدین صورت که دمای اتصال با بالاترین دما شروع می‌شود که فقط سبب تکثیر اختصاصی قطعه مورد نظر می‌شود. به تدریج در سیکل‌های بعدی دما به صورت تدریجی کاهش می‌یابد که سبب افزایش حساسیت تکثیر قطعه مورد نظر می‌گردد. اگر در مراحل اولیه (دمای بالا) پرایمر به ناحیه اختصاصی خود متصل شود احتمال تکثیر غیر اختصاصی در مراحل بعدی (دمای پایین) کاهش می‌یابد. در واقع این روش سبب افزایش اختصاصیت (دمای بالا) و افزایش حساسیت (دمای پایین) تکثیر قطعه DNA مورد نظر می‌شود.

## پیوند
ویکی پدیا انگلیسی